# 770 Bali
770 Bali је астероид главног астероидног појаса. Приближан пречник астероида је 16,00 ,
а средња удаљеност астероида од Сунца износи 2,220 астрономских јединица (АЈ).
Инклинација (нагиб) орбите у односу на раван еклиптике је 4,386 степени, а орбитални период износи 1208,909 дана (3,309 године). Ексцентрицитет орбите астероида износи 0,150.
Апсолутна магнитуда астероида износи 11,11 а геометријски албедо 0,248.
Астероид је откривен 31. октобра 1913. године.